# Проспект Заки Валиди (Салават)
Проспект Валиди  — улица в южной части Салавата.

## История
Улица названа в честь лидера башкирского национально-освободительного движения, востоковеда-тюрколога, доктора философии (1935), профессора, почётного доктора Манчестерского университета З. Валиди
Застройка улицы началась в 2006 году. Улица застроена частными 1—2 этажными домами. Большая часть проспекта от улицы Ленинградская до Верхнеюлдашево не застроена.
В 2015 году Администрацией городского округа город Салават Республики Башкортостан принято "Положение о размещении объектов капитального строительства, технико-экономические показатели, характеристики планируемого развития территории микрорайона № 6 Восточного жилого района городского округа город Салават Республики Башкортостан". В данный район входит и улица Заки Валиди.  Согласно Положению предполагается застройка улицы 5-10 этажными зданиями, строительство школы, парка, детского сада, спортивного комплекса и др.

## Трасса
Проспект Валиди начинается от улицы Ленинградская (продолжение улицы Губкина) и заканчивается в деревне Верхнеюлдашево.

## Транспорт
По проспекту Валиди общественный транспорт не ходит.

## Примечательные здания и сооружения
- Склады